# Outbrain
Outbrain é uma empresa de publicidade que tem como objetivo ajudar aos internautas descobrirem conteúdo interessante e relevante por meio da seção "Escolhido para você".
A empresa utiliza segmentação comportamental para recomendar artigos, apresentações de slides, postagens de blogue, fotos ou vídeos ao internauta, em vez de contar com widget de forma mais básico chamado "artigos relacionados". Artigos promovidos pelo Outbrain são encontrados em mais de 35 000 sites, e a empresa entrega mais de 250 bilhões de recomendações aos consumidores mensalmente e detém mais de meio bilhão de visitantes únicos por mês.
Outbrain pôs à venda pela primeira vez sua plataforma de descoberta de conteúdo em 2006. Foi fundada por Yaron Galai, o qual vendeu sua empresa Quigo à AOL, em 2007, por 363 milhões de dólares, e por Ori Lahav, o qual vendeu seu site Shopping.com para o eBay em 2005. A empresa está sediada em Nova Iorque e tem treze escritórios mundiais em Londres, em São Francisco, em Chicago, em Washington, D.C., em Paris, em Munique, em Milão, em São Paulo, em Tel Aviv, em Singapura e em Sydney.
Até 2014, a empresa havia sido submetida a cinco rodadas de financiamento no valor de 99 milhões de dólares norte-americanos com aporte de Index Ventures, Carmel Ventures, Gemini Israel Funds, GlenRock Israel, Rhodium, Lightspeed Venture Partners e HarbourVest Partners. HarbourVest Partners liderou a mais recente rodada de financiamento no valor de trinta e cinco milhões de dólares norte-americanos na Outbrain, em outubro de 2013.

## Aquisições
A Outbrain já adquiriu quatro empresas – a plataforma de recomendação de conteúdo relacionado, Surphace (em fevereiro de 2011), a plataforma de curadoria de conteúdo, Scribit (em dezembro de 2012) e a empresa de análise preditiva, Visual Revenue (em março de 2013). No início de 2016, a Outbrain adquiriu a empresa de tecnologia Revee.

## Recepção
Outbrain muitas vezes tem sido comparada com o concorrente, Taboola. Uma maneira que Outbrain pretende se distinguir de Taboola é tentar pré-filtrar os links de spam antes de mostrá-los, enquanto que Taboola possui o recurso chamado "Taboola Choice", onde os visitantes podem oferecer feedback sobre o que não gostam das recomendações oferecidas. Tanto Outbrain como Taboola foram descritas pelos comentaristas da internet como alternativas ao Google AdSense que editores de conteúdo web devem considerar para fluxos de receita.